# 카멜 마이어스

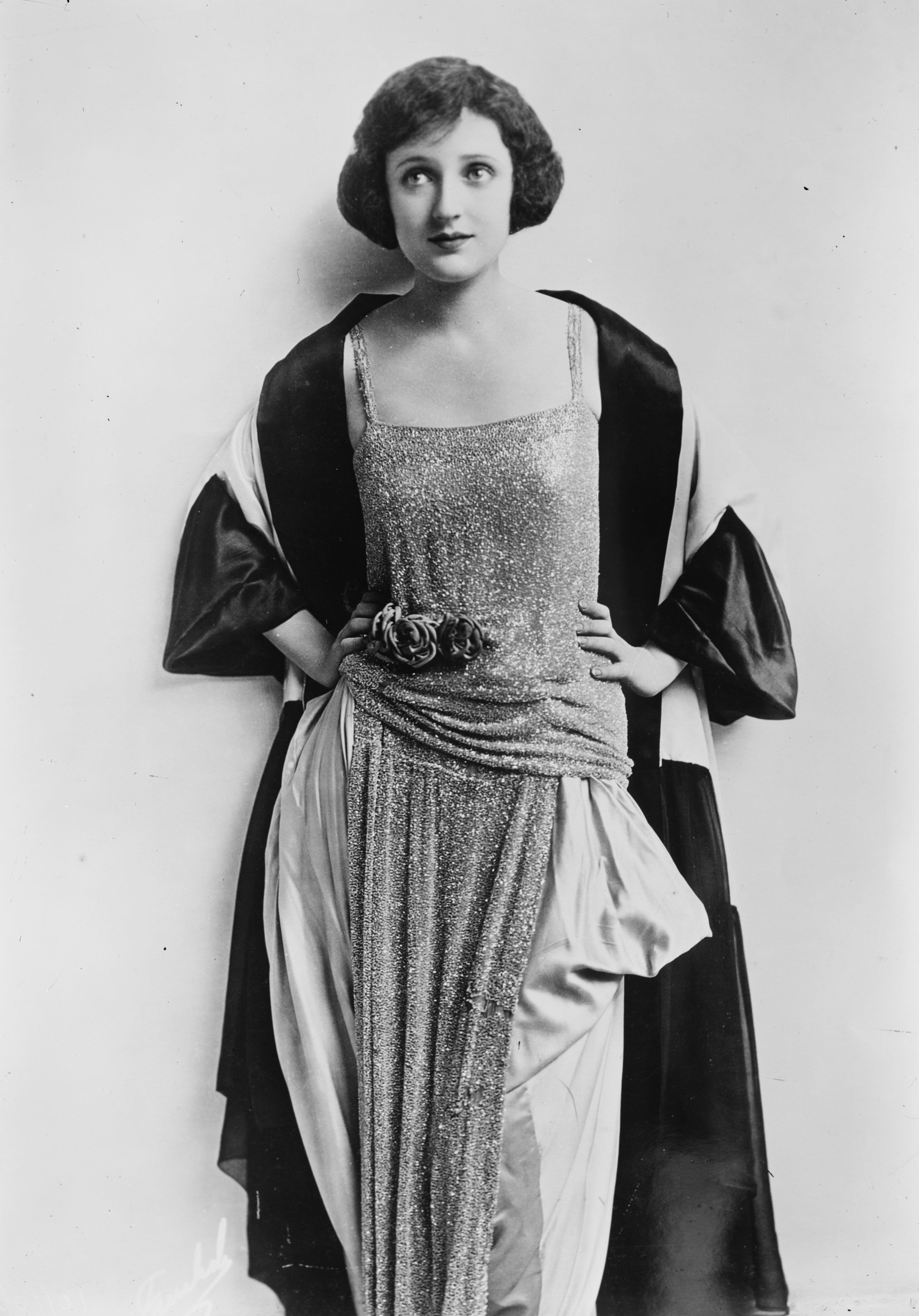

카멜 마이어스(Carmel Myers, 1899년 4월 4일 ~ 1980년 11월 9일)는 미국의 배우, 영화배우이다.
샌프란시스코에서 태어났으며 로스앤젤레스에서 사망하였다. 사인은 심근 경색이다.

## 영화
- 조지 화이트의 스캔달 (1945년)
- 노 리빙 위트니스 (1932년)
- 쇼 오브 쇼 (1929년)
- 벤허 (1925년)
- 인톨러런스 (1916년)